# Wen Yiduo
Wen Yiduo var en kinesisk poet och forskare som hade en stor betydelse för den moderna kinesiska poesins utveckling.
Han fick en traditionell kinesisk utbildning och fortsatte sina studier vid Tsinghuauniversitetet i Peking. År 1922 reste han till USA för att studera konst och litteratur vid Art Institute of Chicago. Då han kom hem 1925, fick han anställning vid en mellanskola i Nanking (som senare uppgick i Nankings universitet).
Han gick med i det litterära sällskapet Nymånesällskapet (inspirerat av et dikt av samme namn av Rabindranath Tagore), som grundades av Xu Zhimo 1923 och varade fram till 1931. Wen Yiduo gjorde sig känd för sitt förespråkande av en bunden vers baserat på det kinesiska talspråket.
Vid utbrottet av det andra kinesisk-japanska kriget flyttade han till Kunming i Yunnan och fortsatte sin undervisning vid National Southwestern Associated University. Han blev politiskt aktiv i Kinas demokratiska förbund 1944 och förblev det fram till sin död. Under det kinesiska inbördeskriget blev han alltmer kritisk mot Chiang Kai-sheks nationalistiska regim och 1946 mördades han strax sedan han hållit en hyllningstal på vännen och kollegan Li Gongpus begravning. Mordet utlöste en storm av protester både i Kina och internationellt som lade skulden för mordet på Chiang Kai-shek. Senare samma månad avrättades två officerare från Kunmings garnison för mordet och det klargjordes aldrig huruvida de handlade på egen hand eller på order uppifrån.
Wen Yiduo är begravd vid Babaoshans revolutionära gravplats i Peking.

## Svenska översättningar
(Båda i översättning av Göran Malmqvist)
- Den dånande trumman: modern kinesisk poesi. W & W-serien, 0509-5069 ; 282. Stockholm: Wahlström & Widstrand. 1971. Libris 8254
- Wen, Yiduo; Ai Qing, Malmqvist Göran, Duk Han Bong (1983). Dödvatten och gryning: två röster från Kina : [dikter]. Höganäs: Wiken. Libris 7591433. ISBN 91-7024-085-X